# Lachenalia patula
Lachenalia patula är en sparrisväxtart som beskrevs av Nikolaus Joseph von Jacquin. Lachenalia patula ingår i släktet Lachenalia och familjen sparrisväxter. Inga underarter finns listade i Catalogue of Life.